# Сілла
Сілла́ (кор. 신라; кит.: 新羅, яп. しらぎ; 57 до н. е. — 935) — одне з трьох корейських королівств. Історія Сілла бере початок у 57 до н. е. з прото-державного утворення племен чінхан південного сходу Корейського півострова. Сілла послідовно захопила два інших корейських королівства, Пекче у 660 і Когурьо у 668 роках, та об'єднала півострів. («Об'єднана Сілла»). Наприкінці першого тисячоліття Сілла розпалася на пізні три корейські королівства, які були об'єднані державою Корьо у 935 році.

## Назва
Існує кілька транскрипцій назви королівства, записаних на ханча: 斯盧 (사로, Саро), 斯羅 (사라, Сара), 徐 那 [伐] (서나 [벌], Сона [боль]), 徐 耶 [伐] (서야 [벌], Соя [Боль]), 徐 羅 [伐] (서라 [벌], Сора [боль]), 徐 伐 (서벌, Соболь). За часів династії Вей (220—266) називалося по-китайськи Сіньлі (新 盧). У 503 році король Чіджин зробив офіційною назвою 新 羅, яке в сучасній корейській мові вимовляється як «Сілла» — 신라. Спочатку слово означало «столиця», хоча в істориків і сходознавців існують і інші версії щодо цього.

## Історія

### Заснування
Згідно з середньовічними корейськими хроніками, Сілла було заснована в районі сучасного Кьонджу Пак Хьоккосе в 57 році до н. е. Найперша згадка про цю дату знаходиться в «Самгук Сагі», корейському літописі XII століття. Сучасні сходознавці вважають цю дату заниженою з метою спроби легітимації автором літопису Кім Бусіком захоплення Корейського півострова Сіллою за допомогою надання йому більшої історичної значущості.
За легендою, Хьоккосе вилупився з яйця, а коли йому виповнилося 13 років, 6 головних кланів конфедерації Чінхан посадили його на престол. У перший час керування королівством поперемінно отримували три найсильніших родини, Пак, Сік і Кім.
Китайські історики вважали ванів Сілли нащадками правителів Чінхана або Ціньхана (秦 韓). При цьому існували гіпотези, що ціньханці були нащадками підданих, які втекли від імперії Цінь (秦, той же ієрогліф), яких поселили Маханці. Маханці здійснювали політичне панування над ними. Цю думку китайські історики підтверджували тим, що ціньхаці використовували багато китайських слів. Ціньханці розділилися спочатку на 6 (що підтверджується корейськими джерелами), а потім на 12 володінь включаючи Сіллу. Була також гіпотеза, що Сілла була заснована біженцями з північних областей після вторгнення туди Гуаньцю Цзянь (пом. 255) генерала Вей. Після вони сильно змішалися з китайцями.
До другого століття Сілла розташувалося в південно-східній частині Корейського півострова, поширивши свою владу на сусідні племена конфедерації Чінхан, однак до кінця третього століття воно було, ймовірно, не більше ніж містом-державою, що входило до складу федерації.
За китайськими відомостями, Сілла спочатку було залежним від Пекче. І навіть вана Сілли вважали вихідцем із Пекче. Під час однієї з воєн з Когурьо, сілласці відмовилися битися, повстали і поступово здобули незалежність і захопили сусіднє володіння Юйцзяо (于 迦羅).
На західних кордонах у середині третього століття зміцнило свою позиції Пекче, яка захопила слабкий племінний союз Махан. На південному заході розташувалася Пенхан і її наступник, Кая. У північній частині півострова домінувало, розгромивши китайський опір, держава Когурьо. Китайці до початку VI століття вважали державу незначною і не прагнули встановити дипломатичні зв'язки.

### Розквіт королівства

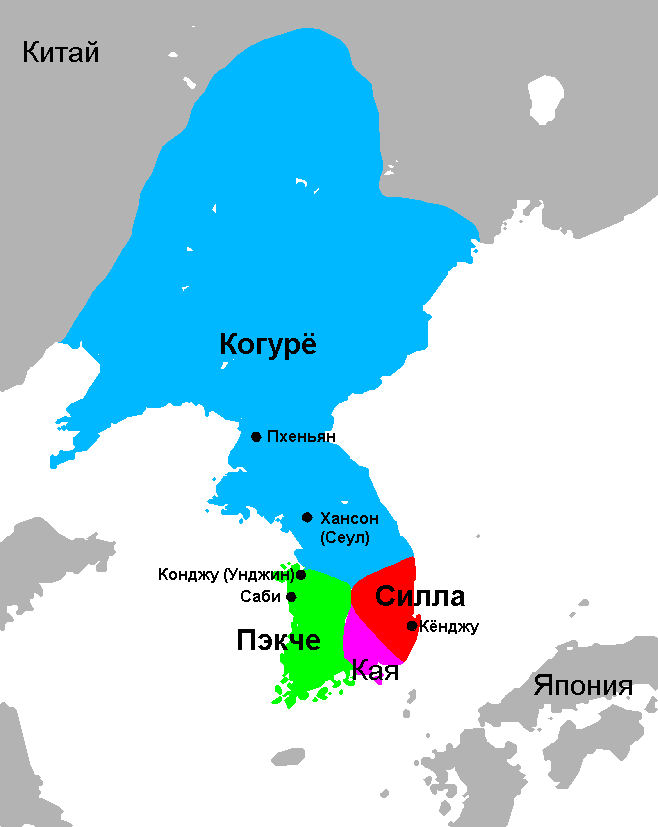
Чотири корейські держави в кінці V століття

Король Немуль (356—402) з клану Кім встановив в державі спадкоємну монархію, скасувавши колишню систему, коли країною правили по черзі представники головних кланів. Після цього титул глави держави став називатися «Маріпкан» (від старокорейського «хан» або «кан» («правитель» або «великий»). Раніше цей титул носили правителі південної Кореї, а сам титул, співзвучний монгольському [хан]], можливо є аргументом на користь древньої мовної спорідненості народів, що говорять мовами алтайської мовної сім'ї. У 377 році Немоль встановив дипломатичні відносини з Китаєм і Когурьо.
Постійні сутички з сусіднім Пекче і японськими піратами Вокоу змусили Сіллу укласти військовий договір з Когурьо. Однак, коли Когурьо почало розширення території на південь, перемістивши свою столицю в Пхеньян в 427 році, король Нольджи був змушений увійти до військового альянсу вже з Пекче.
До початку царювання вана Попхина Великого (514—540) Сілла була окремою державою з переважаючим впливом буддизму і своєї власної системою іменування епох. Сілла поглинуло племінне об'єднання Кая, анексувавши Кимгван Кая в 532 і завоювала Тегая в 562 році, таким чином розширивши свої кордони до річки Нактонган.
Десь у цей час були встановлені дипломатичні відносини з Лян. У 522 році до імператора У-ді прибуло спільне посольство з Сілли і Пекче. Цікаво, що правителем який направив посольство названий Му Тай (募 泰).
Король Чинхін (540—576) серйозно наростив військову міць королівства. У 553 році Сілла за допомогою Пекче вигнала Когурьо з району річки Ханган (Сеул) і отримала стратегічний контроль над регіоном.
В 594 році правитель Сілли Чинпхьон встановив дипломатичні відносини з Суй Вень-ді і був визнаний ваном Сілли, а також отримав інші почесні титули, які визначали його статус у відносинах з китайським імператором. З 605 року регулярно надсилали невелику данину імператору.

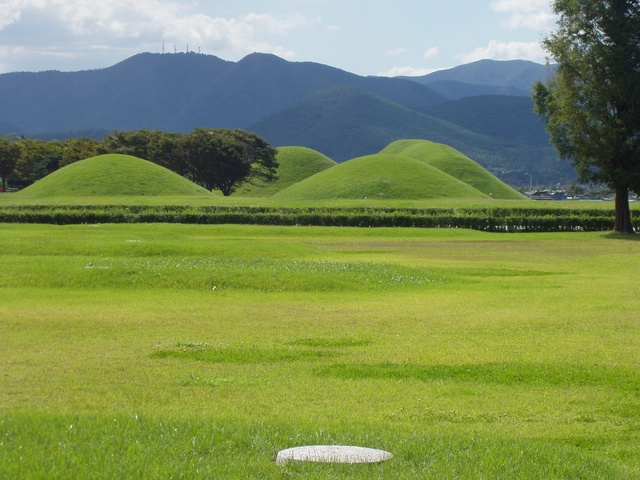
Королівські могильні кургани в Кенджу

### Об'єднана Сілла
У VII столітті (близько 621—624) Сілла увійшло у військовий альянс з китайською династією Тан. В 643 році Шимінь прийняв сілласького посла для обговорення союзу проти Пекче і Когурьо, але певної відповіді не добився. В 645 році цариця Сондок збиралася виставити 50 000 війська проти Когурьо для допомоги танському імператору, але вирушило 30 тисяч. Пекчесці напали і захопили 7 фортець на заході країни. У 655 війська Когурьо, Пекче, мукрі напали на північний кордон Сілли і взяли 33 фортеці. Важке становище Сілли прискорило ухвалення рішення відправити проти Пекче танські війська під командуванням Су Дінфана і Чен Мічженя.
У 660 році, при королі Муйолі (654—661) Сілла захопило Пекче, а в 668 році при королі Мунму (спадкоємця короля Муйоля) під керівництвом знаменитого воєводи Кім Ю Сіна Сілла завоювало також і Когурьо. Союз Тан-Сілла був зруйнований в 674 році, коли з'ясувалося, що ван Сілли збирає населення Когурьо і налаштовує його проти танських військ, а також займає землі Пекче. Імператор оголосив вана Мунму позбавленим влади, замість якого князя Кім Інмуна проголосили Ваном Сілли. Проти Сілли було відправлено військо Лю Женьгуя. Почалися Сілла-танські війни, які тривали 10 років і поклали кінець експансії Тан на півострові і утворення Об'єднаної Сілли. З 676 року по 841 рік Тан і Сілла знаходилися в мирі і вели жвавий культурний обмін.
Однак північна частина Когурьо залишилася нескореною, згодом тут виникло перше манчжурське королівство Пархе.

## Політичний устрій
Починаючи принаймні з VI століття, коли в Сілла повністю сформувалася законодавча і урядова система, соціальний статус чиновників і їх просування по ієрархічній драбині диктувалося унікальною системою кольпхум (골품제 도). Ця система жорстко вказувала стиль одягу, розмір будинку і дозволений ранг одруження.
В Сіллі було два королівських ранги: «свята кістка» («сонголь» 성골 聖 骨) і «справжня кістка» («чинголь» 진골 眞 骨). До воцаріння короля Муйоля придворна аристократія була поділена на ці ранги. Це розділення закінчилося під час правління королеви Чиндок, останньої представниці «святої кістки», померлої в 654 році. Число аристократів «святої кістки» сильно зменшилося, так як у спадщину цей ранг передавався тільки якщо обоє батьків були «святої кістки», тоді як діти батьків «святої» та «істинної кістки» отримували ранг «істинної кістки». До цього монарх одружувався тільки на представниці «святої кістки», а з «істинної кістки» брав наложниць.
Наступне об'єднання Сіллою корейських земель спричинило за собою адаптацію китайських моделей управління, більш ефективних для адміністрування великих територій. У цей час посилюються позиції буддизму. Іншим примітним процесом цієї епохи стало наростаюче напруження між монархами і аристократією.
З китайських джерел відомі ранги чиновників, назви даються в китайському прочитанні: цзибіханьчжі (子 賁 旱 支), іханьчжі (壹 旱 支), ціханьчжі (齊 旱 支), еханьчжі (謁 旱 支), іцзічжі (壹 吉 支), цібейханьчжі (奇貝 旱 支).
За корейським відомостями чиновництво було утворено в 32 році (насправді пізніше) і розділене на 17 рангів: 1. Ібольчхан. Спадкова посада. Належить 3000 рабів, стільки ж вояків, рабів і коней. 2. Ікчхочхан. 3. Чапчхан. 4. Пхачжинхан. 5. Теачхан. 6. Ачхан. 7. Ільгільчхан. 8. Сачхан. 9. Кіппольчхан 10. Тенама 11. Нама 12. Теса 13. Соса 14. Кільса 15. Тео 16. Соо 17. Чові.
Чиновників відрізняє білий одяг. Вищі посади займають представники знаті. Молодші чини при доповіді старшим повинні виражати однодумність, інакше справі не можна давати хід.
Крім того були повітові і обласні начальники.

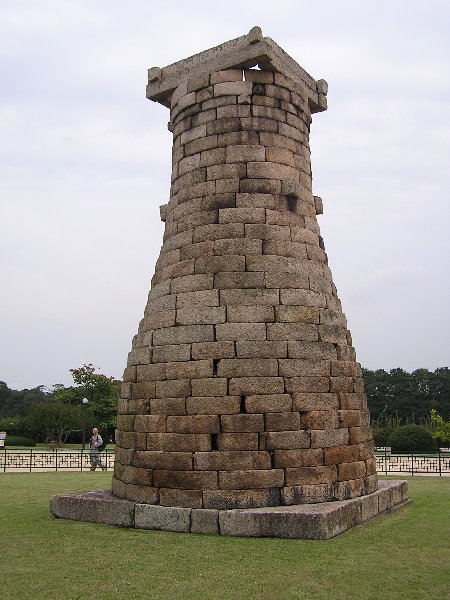
Чхомсонде — одна з найстаріших уцілілих обсерваторій у Східній Азії

## Адміністративний устрій
Китайські історики в 522 році отримали від послів відомості, що в Сілли є міста зі стінами, на мові Сілли «цзяньмоуло» (健 牟 羅), такі міста називаються «чжопін» (啄 評), а поселення без стін «ілей» (邑 勒). В Сілли було 6 чжопінів і 52 ілеїв, тобто 6 областей і 52 повіти. Столиця обнесена стінами, містить гарнізон 3000 чоловік.

## Господарство
Земля багата, добре ростуть основні культури (рис, ячмінь, боби, просо, пшениця). Вирощують багато шовковиці і конопель. Виробляють хороші шовкові тканини і полотно. У господарстві використовують биків і коней. Овець не тримають, ослів мало. Коні гарного росту, але з поганим ходом. Землі дуже родючі. Знають землеробство на сухих і заливних полях. Худобу пасуть на островах біля узбережжя. За потреби вбивають її з луків. Населенню дають просо і рис з казни в борг. Неплатників перетворюють на невільників.

## Культура
Столицею Сілли було місто Кьонджу або Цзінчу (金城). Місто мало 8 лі в окружності. Тут знаходиться велика кількість поховань часів Сілли. Ці гробниці мають форму кам'яної ємності, оточеної невисокими земляним валом. У них можна знайти велику кількість різноманітних предметів, що відносяться до епохи Сілла. Історична область району Кьонджу була включена в Список всесвітньої спадщини ЮНЕСКО. Велика частина цієї області входить до складу національного парку Кьонджу.
Однією з найцікавіших знахідок археологів, що відносяться до періоду Сілла став бронзовий дзвін короля Сондока Великого. Астрономічна обсерваторія Чхомсонде біля Кьонджу є однією з найстаріших у Східній Азії. Вона була побудована під час правління королеви Сондок (623—647).
В Сіллі процвітала торгівля. На ринках торгували лише жінки. Мусульманські купці приходили сюди по Великому Шовковому Шляху. Про державу залишили свої записи багато видатних географи арабського світу, включно ібн Хордадбеха, Аль Масуді, Дімашкі, Аль-Нуваірі і Аль-Макрізі.
Приносили жертви гірським духам, у Новий рік — духам сонця і місяця. Китайські історики зберегли переказ про те, що в Сіллі живуть велетні: вони як люди, але зростом близько 30 Чжан (10 метрів), у них гострі зуби і кігті, тіло поросло чорною шерстю. Вони їдять сирими звірів і птахів, а іноді й людей. Дружини шиють їм одяг. Вони живуть серед гір на кілька десятків лі навколо. До них одна дорога через ущелину, там побудовані залізні ворота, які охороняють 1000 сіллаських арбалетників.

### Мова
Мова Сілла була заснована на діалекті Кьонджу. Деякі вчені припускають, що він розвинувся в сучасну корейську мову. Ця точка зору є однією з основних версій виникнення корейської мови. Китайські історики відзначали, що мову Сілла можна зрозуміти, якщо знати мову Пекче.

### Звичаї
Мали, за китайськими уявленнями, правильні стосунки статей. Дозволяються шлюби між племінницями та дядьками (племінниками і тітками) і між двоюрідними братами і сестрами. Головні убори називають «іцзилі» (遺 子 禮), сорочки «юцзе» (尉 解), штани «кебань» (柯 半), чоботи «сі» (洗). Віддають перевагу нефарбованому, білому одягу. Жінки заплітають волосся в косу навколо шиї і прикрашають стрічками і перлами. Фарбою і білилами не користуються. Чоловіки стрижуться коротко, змащують волосся рисовим відваром і пов'язують голову чорною хусткою. Чоловіки носять вовняні штани, жінки довгі халати.
Взимку влаштовують вогнище посеред кімнати. Влітку їжу зберігають у льодниках
На весіллі бенкетують залежно від достатку. Наречена в перший вечір шлюбу кланяється батькам нареченого і старшому діверу.
Манери і вітання, як у жителів Когурьо. При зустрічі схиляють коліна, виражають пошану, доторкнувшись до землі. Простолюдини не користуються прізвищами, тільки іменами.
Писемності не знають, але користуються дерев'яними табличками для посвідчень.. Пізніше запозичили китайську писемність.
У перший день кожного місяця вітають один одного. Ван влаштовує бенкет і нагороджує чиновників. У цей день вклоняються сонячному та місячному божествам. У 15 день восьмого місяця (за китайським календарем) веселяться, стріляють з луків, дарують коней і тканини.
Важливі справи вирішують за порадою чиновників.
Ховають у труні в могилі, насипають горбок. Дотримуються річного трауру при смерті царя, батьків, дружини, дитини.

### Буддизм
Археологи знаходять велику кількість слідів значного поширення буддизму і його впливу на життя в Сіллі. Буддистськими ченцями було зроблено безліч статуй та інших предметів з каменю. Велика кількість цих предметів збереглася в околиці гори Намсан.
Буддизм в Сіллі процвітав, отримуючи підтримку державної влади. Було збудовано велику кількість храмів і пагод, включно знамениті Хванйонса, Пульгукса і Соккурам.

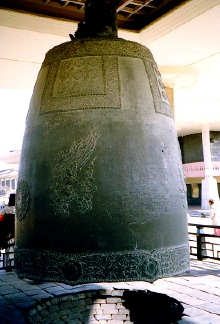
Бронзовий дзвін короля Сондока Великого
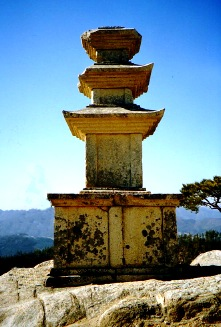
Кам'яна пагода на горі Намсан біля Кьонджу
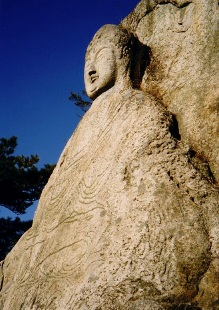
Будда, висічений в камені (гора Намсан біля Кьонджу)
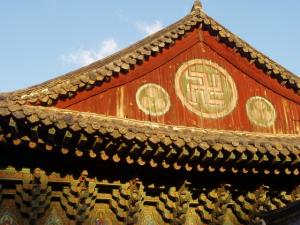
Буддистський храм в Кьонджу